# Kretkowscy herbu Dołęga
Kretkowscy herbu Dołęga – rodzina niegdyś senatorska legitymująca się herbem Dołęga, której nazwisko wywodzi się od wsi Kretkowo (dziś Kretki Wielkie) w ziemi dobrzyńskiej. Według tradycji pochodząca od niderlandzkiego rycerza Hugona van Arkel, który przybył na ziemie polskie w pierwszej połowie XII wieku.
Pierwszym dowodnym przodkiem był Myślibór, sędzia dobrzyński zmarły w roku 1363. Kretkowscy osiągnęli najwybitniejszą pozycję w XV i XVI stuleciu, kiedy należeli do ogólnopolskiej elity senatorskiej. Od początku XV do końca XVIII wieku wydali 7 wojewodów, 8 kasztelanów i jednego biskupa, oraz kilku starostów grodowych i posłów na sejmy, a w XIX w. jednego senatora w Królestwie Kongresowym. Należało do nich w różnych okresach kilkanaście miast i wiele wsi na Kujawach, w ziemi dobrzyńskiej, w Wielkopolsce, Prusach Królewskich, na Mazowszu i w ziemi krakowskiej. Do znaczących postaci z rodziny zaliczyć należy m.in. Jana (zm. 1433), kasztelana dobrzyńskiego, uczestnika bitwy pod Grunwaldem, Erazma (zm. 1558), kasztelana gnieźnieńskiego, podróżnika, który pierwszy z Polaków dotarł do Indii, pochowanego w bazylice św. Antoniego w Padwie, Zygmunta (zm. 1766), przedostatniego wojewodę chełmińskiego, Feliksa (zm. 1822), generała i senatora oraz Włodzimierza, polityka z połowy XIX wieku.
Przedstawiciele rodziny byli fundatorami wielu kościołów i klasztorów m.in. w Rogoźnie Wielkopolskim, Chodczu, Izbicy Kujawskiej, Przasnyszu, Lublinie, Grabowie Łęczyckim oraz zamków obronnych w Chodczu, Bieżuniu i Bystrzcu (obecnie Podzamcze k. Kwidzyna).
W XIX i XX wieku należeli do zamożnego ziemiaństwa kujawskiego z rezydencjami w Grabowie, Kamiennej, Więsławicach, Baruchowie, Sadłowie i Parskach, przeznaczając znaczne kwoty na działalnością filantropijną, zakładając szkoły i fundusze stypendialne. Do większych fundacji zaliczyć należy: Fundusz stypendialny im. Włodzimierza Kretkowskiego, fundusz stypendialny dla matematyków na Akademii Umiejętności w Krakowie Władysława Kretkowskiego, szkołę rolniczą w Mieczysławowie – fundacji Mieczysława Kretkowskiego. Brali czynny udział w powstaniu styczniowym, wojnie 1920 roku oraz II wojnie światowej, w której poległo pięciu (spośród dziewięciu) dorosłych przedstawicieli, dziś już wygasłej w linii męskiej rodziny.

## Przedstawiciele rodu
- Andrzej Kretkowski – wojewoda inowrocławski.
- Andrzej Kretkowski – wojewoda brzeskokujawski, kasztelan brzeskokujawski.
- Damian Franciszek Kretkowski – kasztelan rypiński i chełmiński.
- Feliks Ignacy Kretkowski – biskup chełmiński.
- Feliks Kretkowski – generał brygady wojsk polskich, senator kasztelan Królestwa Polskiego.
- Grzegorz Jerzy Kretkowski – kasztelan kruszwicki i brzeskokujawski, wojewoda brzeskokujawski.
- Jan z Kretkowa – kasztelan rypiński i dobrzyński.
- Jan Kretkowski – kasztelan kruszwicki, wojewoda brzeskokujawski.
- Jan Kazimierz Kretkowski – deputat na Trybunał Główny Koronny.
- Józef Kretkowski – kasztelan kowalski.
- Łukasz Kretkowski – kasztelan brzeskokujawski.
- Sylwester (Lasota) Kretkowski – kasztelan bydgoski i santocki.
- Teresa Maria Kretkowska-Kiersnowska – polska archeolog.
- Władysław Zygmunt Leon Kretkowski – polski matematyk, docent Uniwersytetu i Politechniki Lwowskiej.